# Metraggio
Il metraggio è la lunghezza della pellicola cinematografica espressa in metri, oppure la lunghezza di un'opera audiovisiva per la televisione misurata in minuti. Il termine è spesso utilizzato impropriamente perché il corrispondente anglosassone di metraggio è footage, che però indica anche e soprattutto il girato (cioè le riprese).
In base al metraggio avviene la classificazione del film in cortometraggio, mediometraggio e lungometraggio.
Esiste una precisa relazione tra la lunghezza della pellicola e la durata di proiezione; il metraggio viene normalmente designato da quest'ultima:
- per la pellicola in formato 35 mm, proiettata alla normale frequenza di 24 fotogrammi/secondo, un minuto di proiezione corrisponde a 27,36 metri e un'ora a 1641,60 m;
- per quella di formato 16 mm, un minuto corrisponde a 10,97 m e un'ora a 658,2 m.

In televisione, considerate le svariate velocità di avanzamento dei videonastri, il termine ha scarso significato e in pratica non viene usato.
- cortometraggio durata fino a 30 minuti
- mediometraggio durata compresa fra 30 e 59 minuti
- lungometraggio durata minimo un'ora